# میخ‌پنجه کلاه‌سیاه
میخ‌پنجه کلاه‌سیاه (نام علمی: Centropus steerii) نام یک گونه از سرده میخ‌پنجه است.